# جامعة فردوسي مشهد
جامعة فردوسي في مشهد (بالفارسية: دانشگاه فردوسی مشهد) هي إحدى الجامعات الحكومية الإيرانية التابعة لوزارة العلوم والبحوث والتكنولوجيا، والتي سميت على اسم الشاعر أبو قاسم الفردوسي، اقترح تأسيس الجامعة قبل عشرينيات القرن الماضي، وهي الجامعة الثالثة التي تأسست في إيران، والتي احتفلت بالذكرى السبعين لتأسيسها في عام 2019. والجدير بالذكر أن جامعة فردوسي في مشهد في عهد بهلوي تحت إشراف جامعة جورجتاون في واشنطن علميًا وأكاديميًا. وبالإضافة إلى أن الجامعة تحتوي على 13 كلية و8 معاهد بحثية.

## التاريخ
إذا اعتُبر تحويل كلية الصحة إلى كلية الطب في عام 1949 الخطوة الأولى نحو تأسيس جامعة فردوسي في مشهد، فإن الجامعة تُعد خامس أقدم جامعة في إيران بعد جامعات طهران (1934)، وتبريز (1947)، وشيراز (1946)، وأصفهان (1946)، دون احتساب تأسيس كليات أكاديمية أخرى مثل كلية الطب في ويستمنستر (1878)، والتي تُعرف حاليًا باسم جامعة أرومية).
تُعد كلية الطب في مشهد جزءًا من جامعة مشهد للعلوم الطبية، والتي اندمجت مع كلية الآداب لتشكيل جامعة مشهد عام 1954، عندما افتُتحت الكلية الجديدة بخمسة تخصصات مختلفة. ومع توسع التعليم العالي، تم لاحقًا إنشاء الكليات التالية: كلية الإلهيات، كلية العلوم، كلية طب الأسنان، كلية العلوم الصيدلانية والتغذية، كلية التربية وعلم النفس، كلية الزراعة، كلية الهندسة، معهد البصريات، المدرسة الثانوية التابعة للجامعة، والمركز التدريسي. وفي عام 1974، تم تغيير اسم جامعة مشهد إلى جامعة فردوسي.
قبل الثورة الإيرانية عام 1979، تم إعداد المناهج وخطط البحث في جامعة فردوسي بالتعاون مع جامعة جورجتاون. إلا أن هذا التعاون توقف بعد الثورة.
كما تضم الجامعة واحدة من أكبر الحُرُم الجامعية في إيران.
وفي عام 1994، وبعد تأسيس المنظمات الصحية الإقليمية داخل جامعات العلوم الطبية، تم فصل جامعة مشهد للعلوم الطبية عن جامعة فردوسي. وفي الوقت نفسه، تم تأسيس عدد من الكليات والمعاهد الجديدة مثل: كلية الإدارة والاقتصاد، كلية الطب البيطري، كلية الزراعة في شيروان، كلية التربية البدنية والرياضة، كلية العلوم الرياضية، كلية نيشابور للفنون، معهد علوم الزراعة، مركز أبحاث الزلازل، الكلية الجامعية، كلية الموارد الطبيعية والبيئة، وكلية العمارة والتخطيط الحضري، واحدة تلو الأخرى.

## الأكاديميون

### كلية الآداب والعلوم الإنسانية

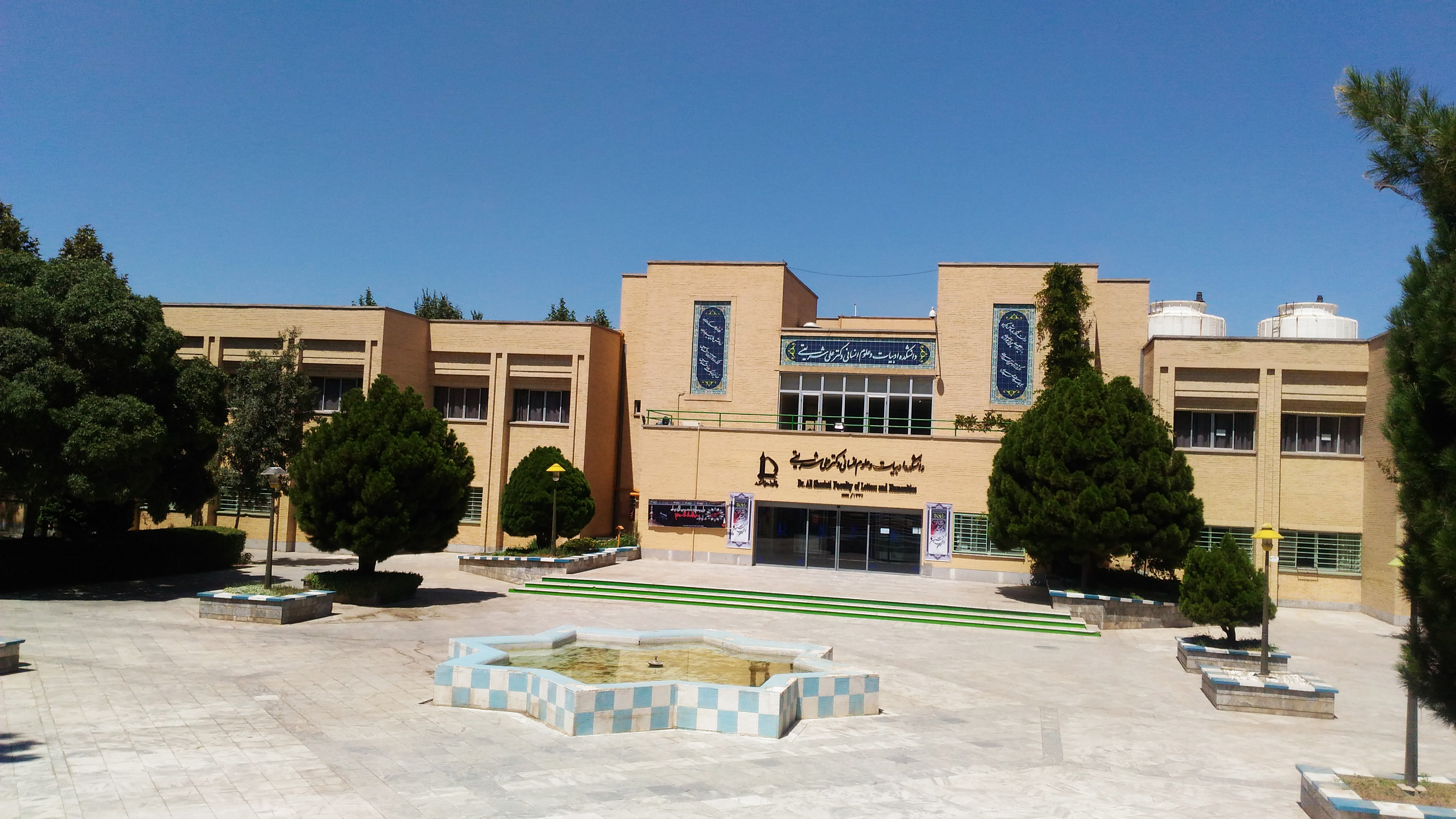
كلية الآداب والعلوم الإنسانية - جامعة فردوسي مشهد

تأسست عام 1955، وتمنح درجات البكالوريوس والماجستير والدكتوراه في مجالات اللغة والأدب الفارسي، اللغة والأدب الإنجليزي، اللغة والأدب العربي، اللغة والأدب الفرنسي، اللغة والأدب الروسي، الجغرافيا، التاريخ الإيراني، العلوم الاجتماعية، واللسانيات. تضم الكلية 83 عضو هيئة تدريس، وأكثر من 4500 طالب جامعي و500 طالب دراسات عليا. وقد صنّفت وزارة العلوم والبحوث والتكنولوجيا الإيرانية قسم اللغة والأدب الفارسي كمركز تميز في دراسات الفردوسي.

### كلية الاقتصاد وإدارة الأعمال
تأسست عام 1987، وتضم 53 عضو هيئة تدريس و2146 طالبًا. تشمل برامجها في مراحل البكالوريوس والماجستير والدكتوراه: العلوم الاقتصادية، القانون، المحاسبة، العلوم السياسية، والإدارة. أُسس "مركز أبحاث اقتصاد شرق إيران والدول المجاورة" عام 2006 لإجراء الدراسات الاقتصادية المتعلقة بالمنطقة.
تخصصات الكلية تشمل:
- العلوم الاقتصادية – اقتصاد الأعمال
- العلوم الاقتصادية – الاقتصاد النظري
- العلوم الاقتصادية
- التنمية والتخطيط الاقتصادي
- إدارة الأعمال
- الإدارة الصناعية
- المحاسبة
- القانون
- الإدارة العامة
- العلوم السياسية

### كلية علوم الدين

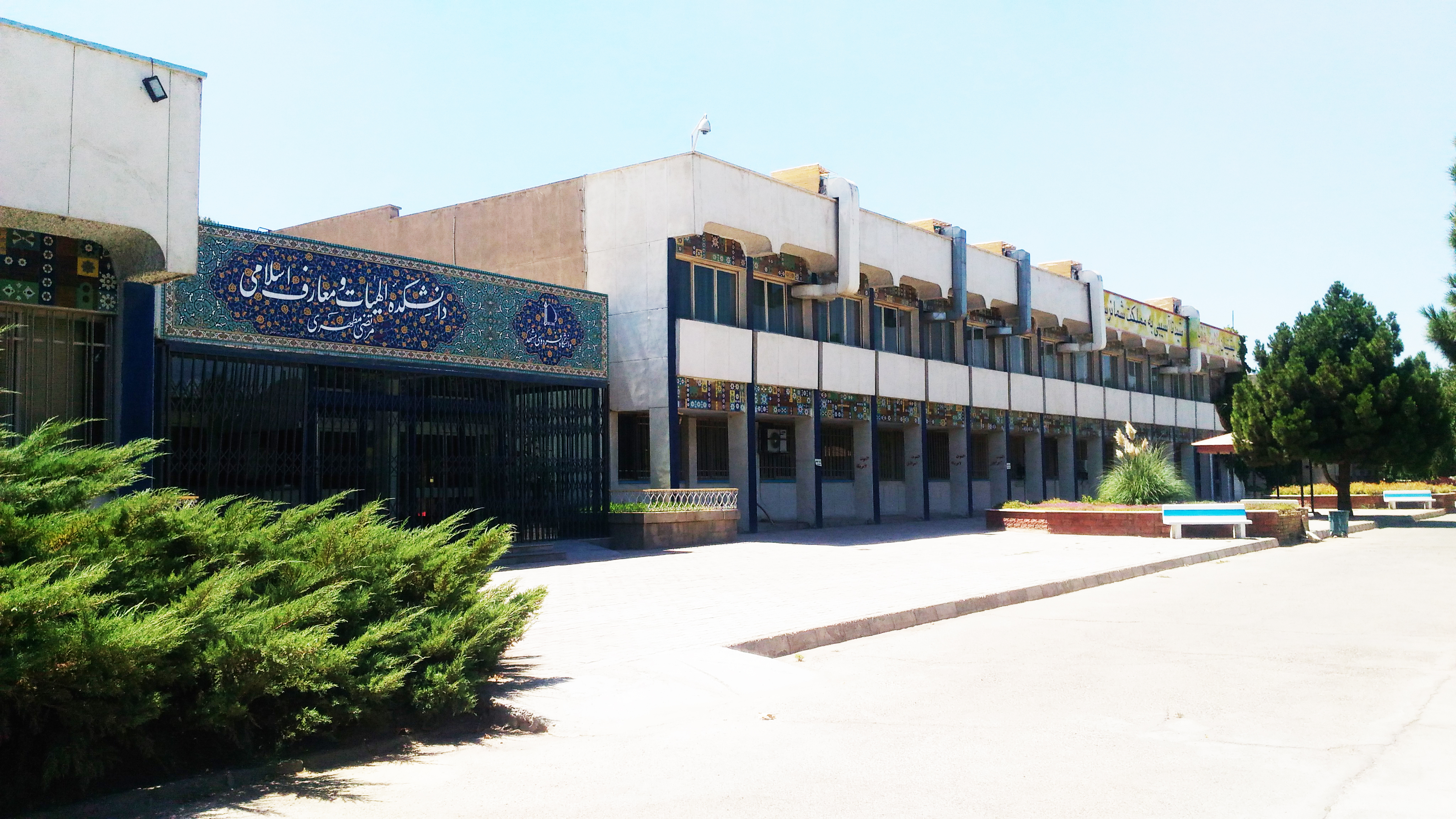
كلية علوم الدين - جامعة فردوسي مشهد

تأسست عام 1958، وتضم 48 عضو هيئة تدريس وتحتوي على خمسة أقسام: التاريخ والحضارة الإسلامية، الفلسفة الإسلامية، الفقه الإسلامي، الدراسات القرآنية، والأديان المقارنة والتصوف. تُمنح الدرجات في مراحل البكالوريوس والماجستير والدكتوراه.

### كلية العلوم

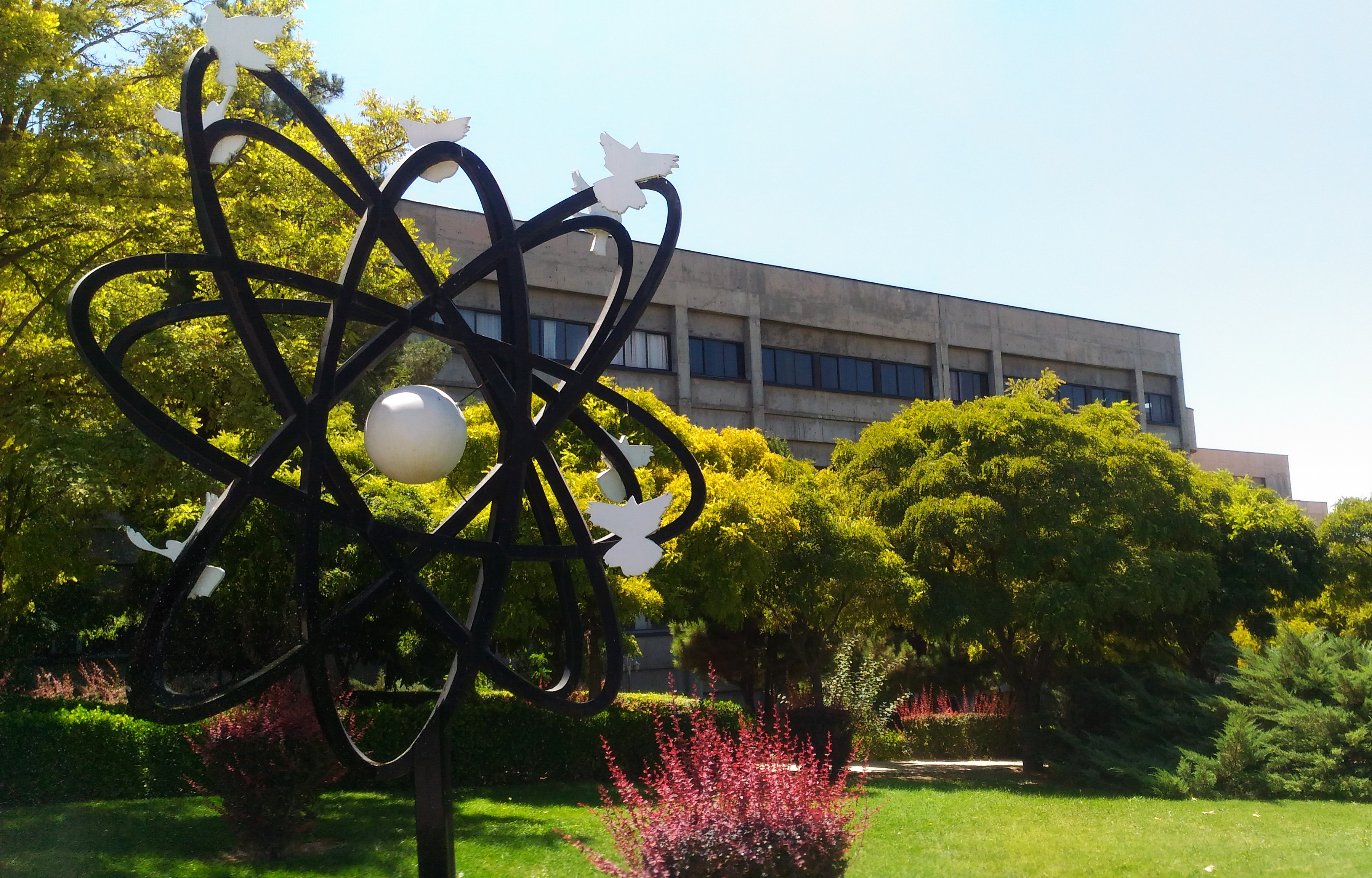
كلية العلوم - جامعة فردوسي مشهد

تأسست عام 1961 وتضم 97 عضو هيئة تدريس، و1862 طالب بكالوريوس، و325 طالب ماجستير، و81 طالب دكتوراه. تشمل الكلية أقسام الأحياء، الكيمياء، الجيولوجيا، والفيزياء. وقد صُنّف قسم الجيولوجيا كمركز تميز في علم المستحاثات من قبل وزارة العلوم. من مراكز البحث التابعة للكلية: مركز أبحاث الزلازل، مركز أبحاث القوارض، مركز أبحاث النانو، مركز أبحاث التكنولوجيا الحيوية (الخلايا الجذعية والبحوث الجزيئية)، ومركز أبحاث الكيمياء البيئية.

### كلية العلوم الرياضية
تأسست عام 1996، وتضم ثلاثة أقسام: الرياضيات التطبيقية، الرياضيات البحتة، والإحصاء. وتضم 45 عضو هيئة تدريس، وحوالي 1300 طالب. تمنح الكلية درجات البكالوريوس والماجستير والدكتوراه في التخصصات الثلاثة. وقد تم تصنيف قسمي الرياضيات والإحصاء كمراكز تميز عام 2000.

### كلية الزراعة

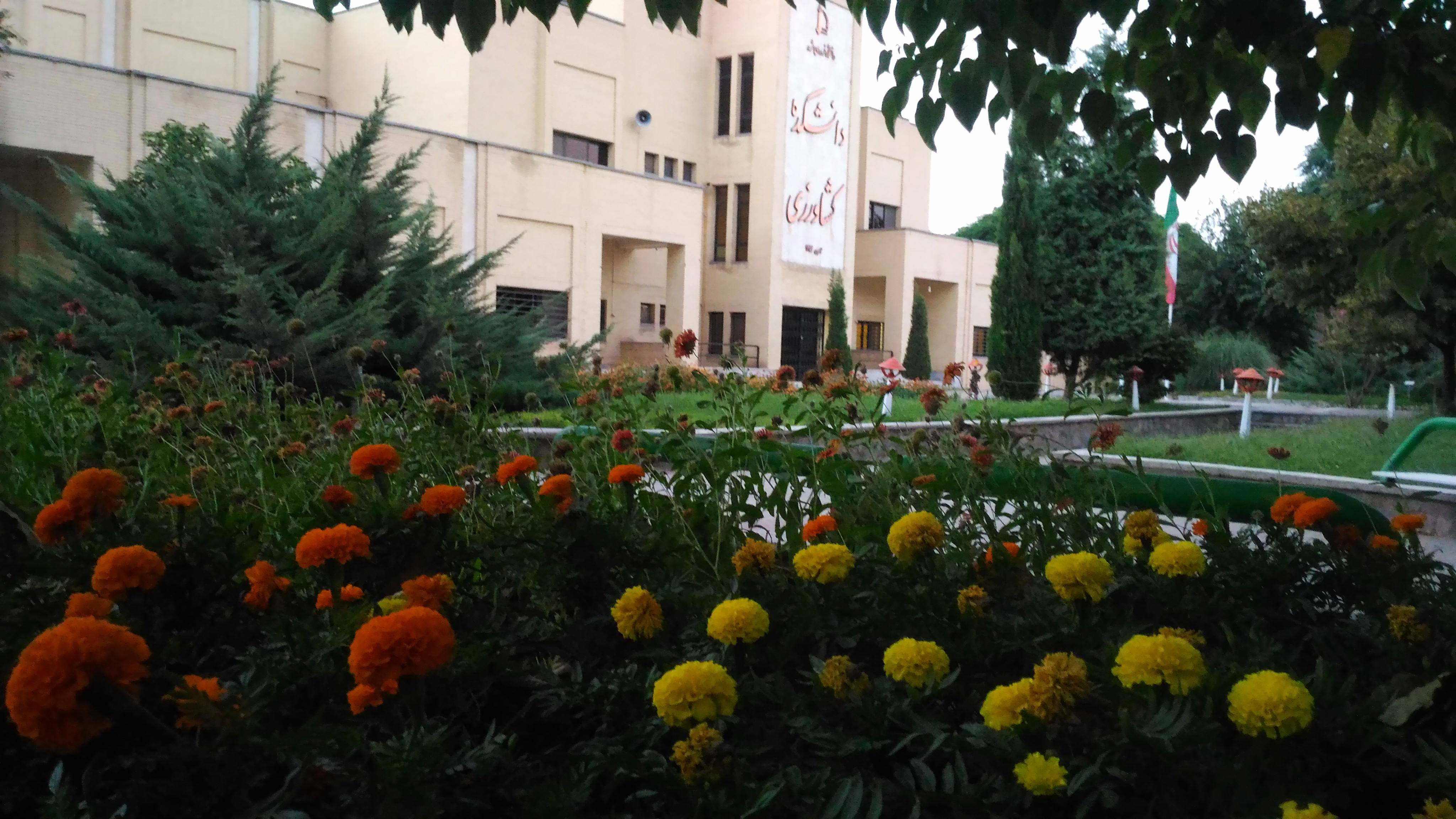
كلية الزراعة - جامعة فردوسي مشهد

تأسست عام 1973، وتضم 101 عضو هيئة تدريس و1622 طالبًا. تشمل الكلية أقسام: الاقتصاد الزراعي، الآلات الزراعية، المحاصيل، علوم الحيوان، علوم الأغذية، البستنة، أمراض النبات، التربية النباتية والتقنية الحيوية، علوم التربة، وهندسة المياه. تُمنح الدرجات في البكالوريوس والماجستير والدكتوراه في جميع هذه التخصصات.

### كلية التربية وعلم النفس
تأسست عام 1973، وتضم 30 عضو هيئة تدريس وقرابة 1300 طالب. تشمل الكلية 11 قسمًا تقدم برامج في إدارة وتخطيط التعليم، تخطيط المناهج، تعليم ذوي الاحتياجات الخاصة، التعليم قبل المدرسي، فلسفة التعليم، علم النفس السريري، علم نفس ذوي الإعاقة، علم النفس العام، علم النفس التربوي، الإرشاد الأسري، وعلم المكتبات والمعلومات.

### كلية الطب البيطري
تأسست عام 1991، وتضم 37 عضو هيئة تدريس وأقسام: العلوم الأساسية، الأمراض، العلوم السريرية، والصحة الغذائية الزراعية. تشمل البرامج المقدمة: بكالوريوس العلوم البيطرية، دكتور في الطب البيطري (D.V.M.)، دكتوراه العلوم البيطرية (D.V.Sc.)، ودكتوراه الفلسفة (Ph.D.) في تخصصات متعددة. من أبرز مراكزها: مركز أبحاث الإجهاض عند المجترات والوفيات المبكرة، والذي يُعد مركز تميز في هذا المجال.

### كلية الهندسة
تأسست رسميًا في 25 فبراير 1975، وبدأت الدراسة في سبتمبر من نفس العام بقبول 30 طالبًا في الهندسة الكهربائية و30 في الهندسة الميكانيكية. تُقدَّم برامج في البكالوريوس، الماجستير، والدكتوراه في الهندسة الكهربائية، الميكانيكية، المدنية، الحاسوب، المواد، والكيميائية والصناعية.
تضم الكلية مختبرات بحثية متقدمة مثل مختبر الأنظمة المتكاملة، ومختبر التآكل والطلاء. وفقًا لموقع Iranwatch، تُجرى أبحاث متقدمة في مجال الدفع الصاروخي، الفيوزات الإلكترونية، أنظمة التحكم في الصواريخ، والدفاع الساحلي والطائرات المسيرة.

### كلية العمارة والتخطيط الحضري والفنون الإسلامية

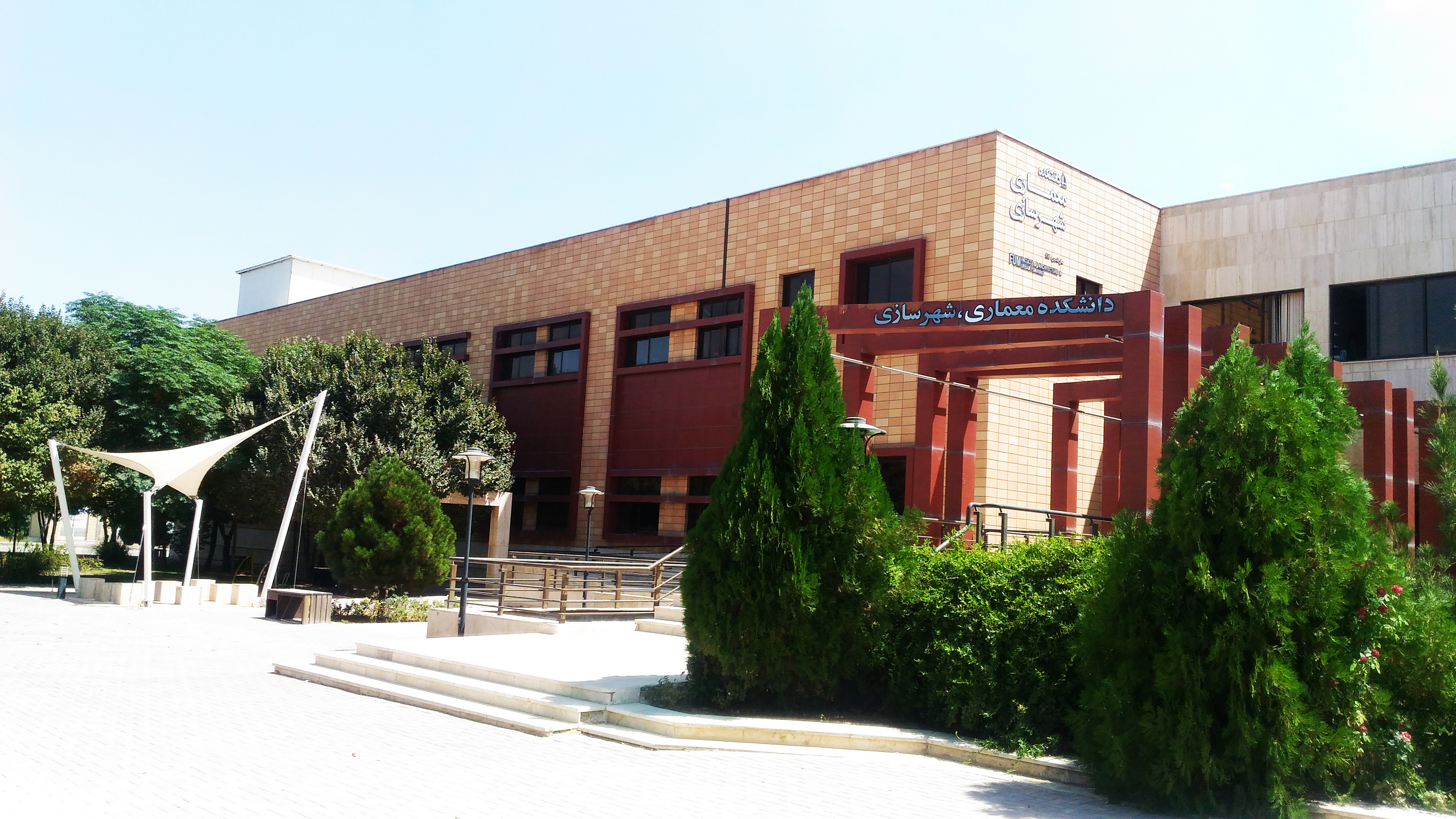
كلية العمارة والتخطيط الحضري - جامعة فردوسي مشهد

تأسست في يوليو 2005، وتضم قسمين: هندسة العمارة والتخطيط الحضري. وتُقدَّم البرامج في درجتي البكالوريوس والماجستير في كلا التخصصين.

### معهد أبحاث التكنولوجيا الحيوية
تأسس عام 2006 بهدف تعزيز البحث في مجالات التقنية الحيوية، ويضم المجموعات التالية:
- مجموعة أبحاث الخلايا والتقنية الحيوية الجزيئية
- مجموعة أبحاث التقنية الحيوية البيطرية
- مجموعة أبحاث التقنية الحيوية الزراعية والحيوانية
- مجموعة أبحاث علم الخلية وتقنية الأجنة الحيوية

### معهد أبحاث الشمس والهواء (SARI)
تأسس في أكتوبر 2010، ويُعنى بإجراء البحوث في مجال الطاقات المتجددة. نجح المعهد في تصميم وتصنيع توربين رياح بقدرة 100 كيلوواط، ويعمل حاليًا على تطوير نماذج مختلفة من التوربينات واختبار ألواح ومعدات الطاقة الشمسية.

## خلفية
تقع هذه الجامعة في غرب مشهد في منطقة وكيل آباد، ويتم قبول المتقدمين تحت إشراف هيئة تقويم التعليم بالدولة، ويكون الامتحان في ثلاثة مستويات هي البكالوريوس والماجستير والدكتوراه وأقسام العلوم الرياضية والعلوم التجريبية والعلوم الإنسانية وقسم الفنون واللغات الأجنبية من ضمنها العربية، ونظرًا لدراسة أكثر من 2000 طالب أجنبي من حوالي ثلاثين دولة.

## الحرم الجامعي

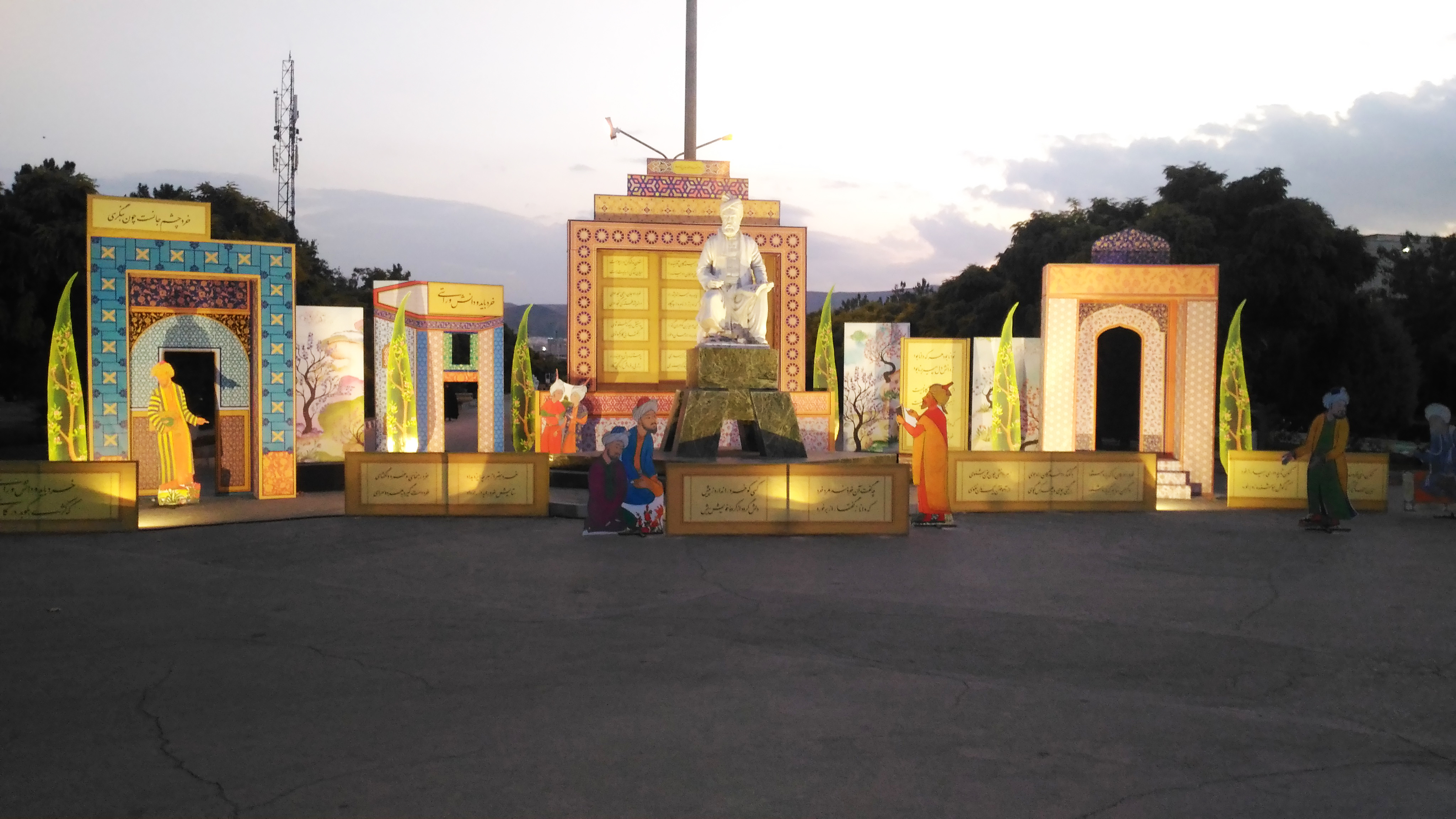
تمثال فردوسي احتفالاً بالذكرى السبعين لتأسيس جامعة فردوسي في مشهد

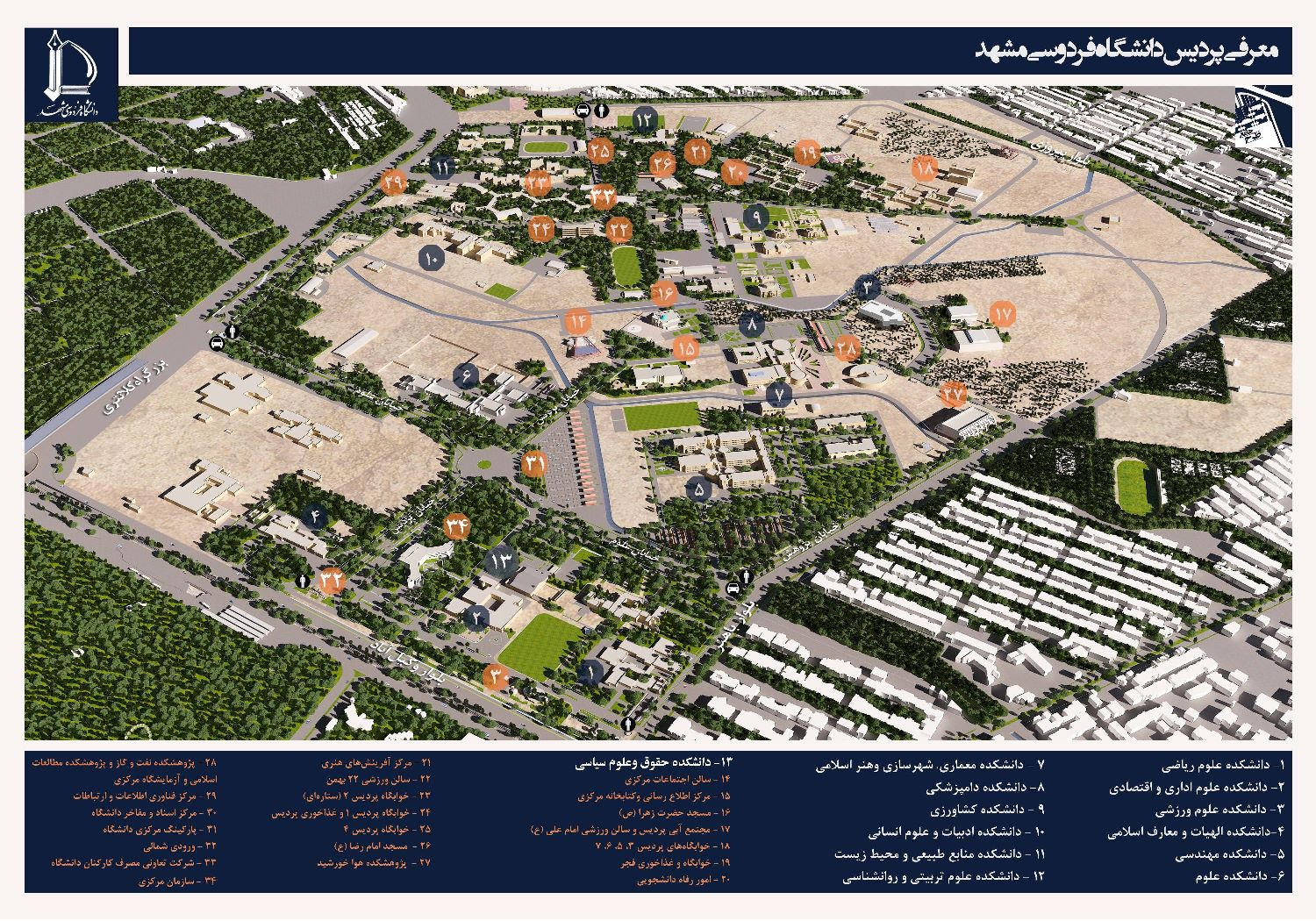
التعريف بالحرم الجامعي لجامعة فردوسي مشهد

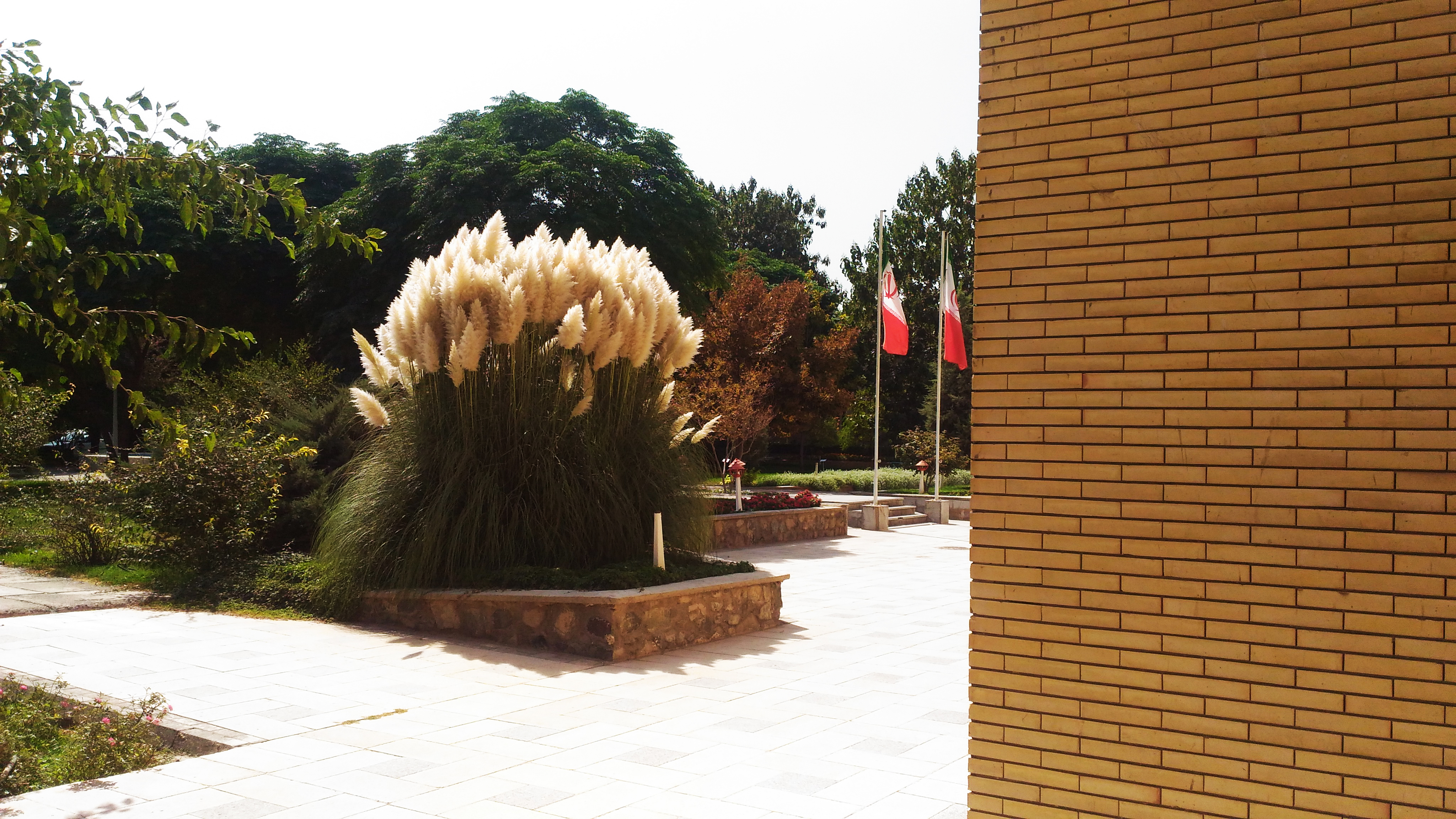
منظر لحرم الجامعة في أحد ايام الصيف

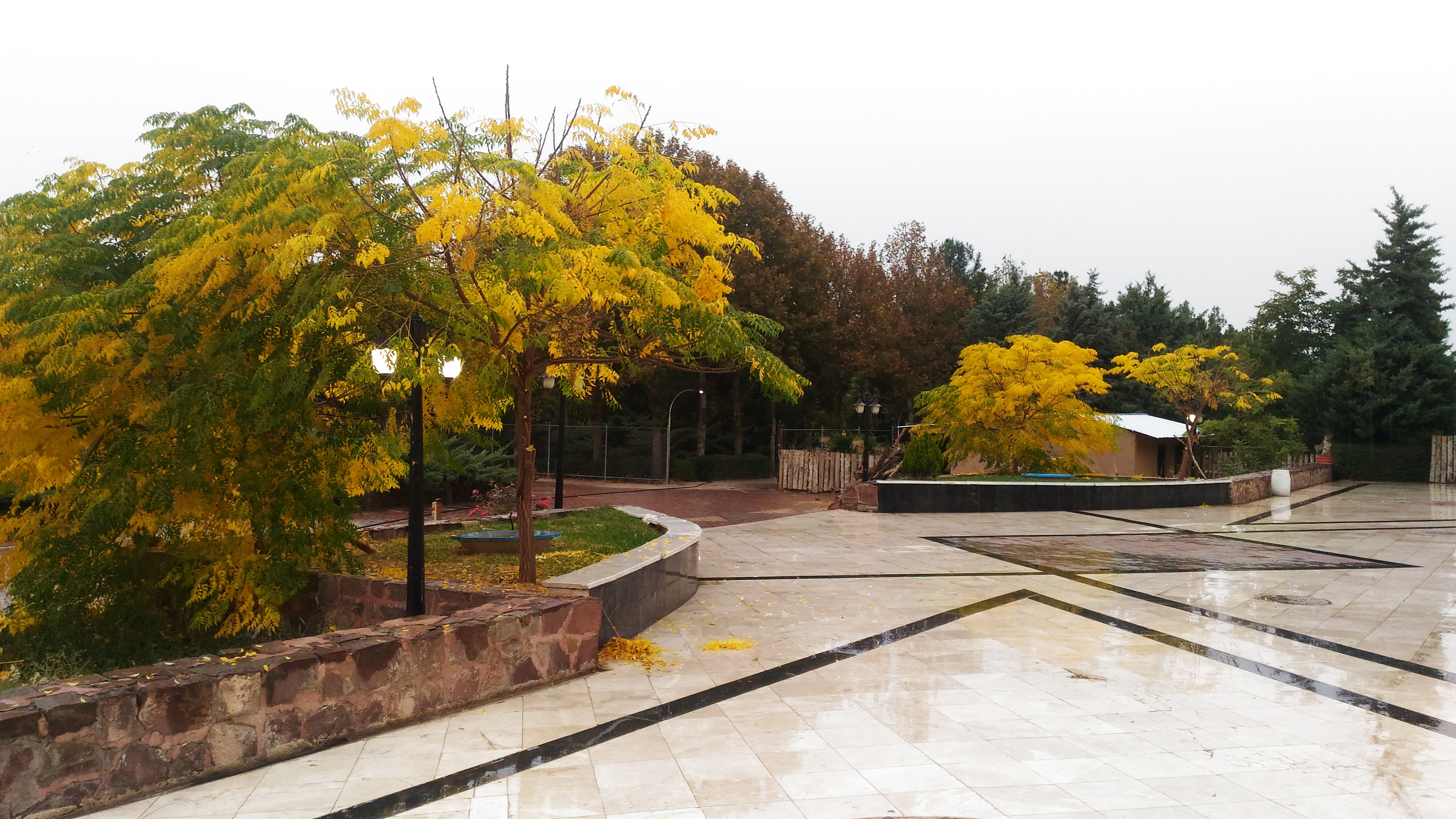
منظر لحرم الجامعة في أحد ايام الخريف

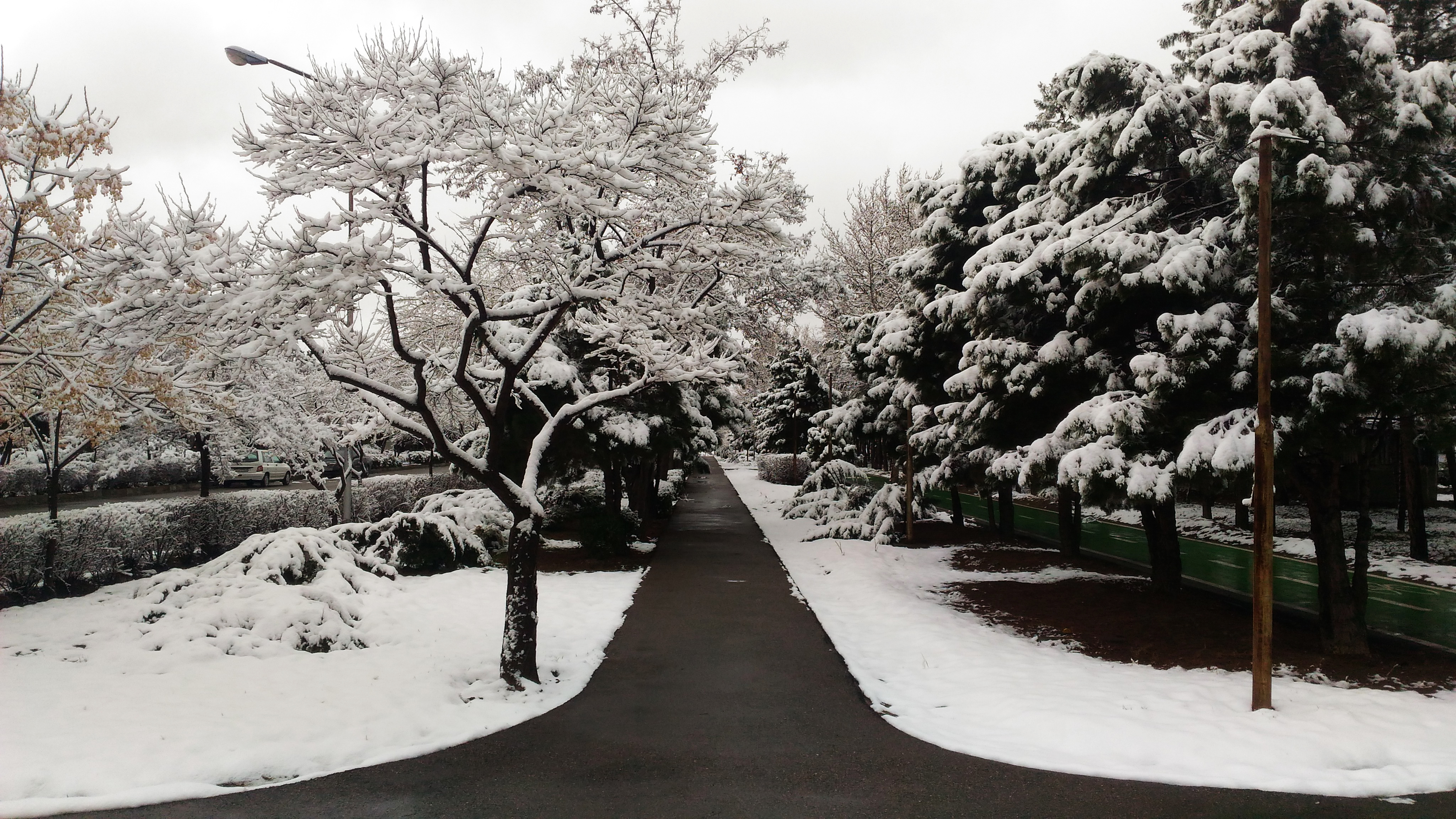
منظر لحرم الجامعة في أحد ايام الشتاء

تقع الجامعة جغرافياً في واحدة من أحدث المناطق الحضرية في غرب مشهد، وحرمها الجامعي يتكون من مساحة تزيد عن 300 هكتار، ويضم جميع الكليات ومعاهد البحوث والمباني ويضم جزء كبير من المجمعات الثقافية والرفاهية والرياضية والمساكن الجامعية.

### الجامعة الخضراء[16]
بينما تقع جامعة فردوسي في مشهد في إحدى المناطق القاحلة وشبه القاحلة في إيران، فهي تتمتع بحرم جامعي أخضر البيئة يتمتع بإطلالة جيدة، وظروف مناخية مناسبة، بدأت جامعة فردوسي في مشهد كأول جامعة في البلاد تشكل لجنة خضراء وحرم بيئي في عام 2012، وفي عام 2016 بناءً على إخطار وزارة العلوم والبحوث والتكنولوجيا، ولقبت بال «الجامعة الخضراء».
وتجدر الإشارة إلى أنه وفقًا لآخر الإحصائيات التي نشرها نظام التصنيف العالمي «جرين متريك»، والتي تقيس مؤشرات الجامعات الخضراء في العالم، فقد احتلت جامعة فردوسي مشهد في عام 2020 المرتبة 337 بين جامعات العالم الخضراء، كما أنها تحتل المرتبة الثانية في مقياس التصنيف الوطني بين أفضل الجامعات في إيران.

### الحمل والنقل
نظرًا لحجم الحرم الجامعي، تُستخدم المركبات العامة مثل الحافلات والسيارات لنقل الطلاب والموظفين. أيضًا، وجدير بالذكر أن جامعة فردوسي في مشهد لديها مسار أخضر خاص لركوب الدراجات النارية والكهربائية.